# فيك لي
فيك لي (بالإنجليزية: Vic Lee)‏ هو صحفي أمريكي، ولد في 29 سبتمبر 1946 في شانغهاي في الصين.